# تاکوما سونودا
تاکوما سونودا (انگلیسی: Takuma Sonoda؛ زادهٔ ۱۴ ژوئن ۱۹۹۳) بازیکن فوتبال اهل ژاپن است.